# Silvertide
Silvertide ist eine US-amerikanische Hard-Rock-Band aus Philadelphia, Pennsylvania. Die Band gehört gemeinsam mit The Answer, den Tokyo Dragons, Doomfoxx u. a. zu den Vertretern der sogenannten Neuen Goldenen Generation der Rock-Musik, die seit Anfang des 21. Jahrhunderts diese Musikrichtung unbeeinflusst von den Auswirkungen des Grunge-Hypes fortsetzt. Angeknüpft wird an die Tradition und den Erfolg von Bands wie Led Zeppelin, Deep Purple, Aerosmith, Tesla, Guns N’ Roses und Black Crowes.

## Bandgeschichte
Silvertide wurde im Januar 2001 im Nordosten von Philadelphia gegründet. Bereits als 16-Jährige hatten Sänger Walt Lafty und Lead-Gitarrist Nick Perri in dessen Keller gemeinsam Rock-Songs geschrieben. An einem Jam-Abend in einer Musik-Kneipe trafen sich beide zufällig wieder, Perri war in Begleitung des Rhythmus-Gitarristen Mark Melchiorre, Lafty hatte den Drummer Kevin Frank dabei. Rasch beschloss man, sich unter dem vorläufigen Namen Vertigo zusammenzutun. Etwas später komplettierte Brian Weaver als Bassist die Band, die sich fortan Silvertide nannte. Noch während der Highschoolzeit trat das Quintett in Rock Clubs in Philadelphia auf. Bereits sechs Monate nach Bandgründung hatten die Newcomer ihr erstes Konzert mit Aerosmith. Als Vorgruppe gingen sie anschließend mit Aerosmith auf Welttournee. Ihre erste EP, American Excess wurde 2002 veröffentlicht. Im folgenden Sommer nahm die Band in Los Angeles ihr erstes komplettes Album Show and Tell auf, welches 2004 veröffentlicht wurde. Als Produzent war der seit Jahrzehnten im Musik-Business erfolgreiche Oliver Leiber (u. a. für Aretha Franklin, Rod Stewart und Paula Abdul tätig) für die CD verantwortlich, der den Trend zur Rückkehr bluesbeeinflusster Rock-Musik Anfang des 21. Jahrhunderts erkannt hatte. Die erste Single Ain't Comin' Home stieg nach Veröffentlichung bis auf Platz 6 der Billboard-Charts, der Song Blue Jeans platzierte sich auf Rang 12, die Single Devil's Daughter landete auf Platz 19. Das Stuff Magazine schrieb über die erste Silvertide-Platte: Show and Tell is strong enough to push Silvertide into being the next giant rock band (Show and Tell ist stark genug, Silvertide soweit nach vorne zu bringen, die nächste gigantische Rock-Band zu werden). Das NME Magazine nannte sie 2004 the wildest rock 'n' rollers since Guns N’ Roses (die wildesten Rock ’n’ Roller seit Guns N’ Roses).
Nach und nach wurden große Rock-Stars auf Silvertide aufmerksam. Es schlossen sich gemeinsame Konzerte mit Van Halen, Alice Cooper, Aerosmith, Mötley Crüe und Velvet Revolver an. Als Fan und Mentor der Band trat vor allem Sammy Hagar auf, der Silvertide half, ihren ersten Tour-Bus zu kaufen. Am 6. November 2005 hatte Sänger Walt Lafty einen vielbeachteten Auftritt in Deutschland, als er begleitet von Carlos Santana in der Samstag-Abend-Show Wetten, dass..? den Song Just feel better sang und dabei für Steven Tyler einsprang, der verhindert war. Im Rahmen einer Image-Kampagne des MP3-Players iPod nahm die Band an einem Foto-Shooting für das Rolling Stone Magazine in der Mojave-Wüste teil. Der Schauplatz der Foto-Aufnahmen ist Cineasten aus dem Film Kill Bill bekannt. Zum Soundtrack des Films The Lady in the Water von M. Night Shyamalan steuerten Silvertide Coverversionen der Bob-Dylan-Klassiker It Ain't Me Babe und Maggie's Farm bei.
In den Soundtrack des Videospiels Playboy: The Mansion wurde der Song Ain't Comin' Home aufgenommen.
Das britische Classic Rock Magazine verlieh der Band in der Ausgabe von Januar 2006 den Titel The best album of the year. .. you didn't hear in 2005 (das beste Album des Jahres, das ihr 2005 nicht hören konntet) und nahm damit Bezug darauf, dass die Platte Show and Tell erst verspätet auf dem europäischen Markt erschienen war. Im August 2006 beendete Silvertide nach einem Konzert auf dem AmsterJam Festival in New York ihre Tour, um mit den Studio-Aufnahmen ihres zweiten Albums zu beginnen.

## Diskografie

### Alben
- Show and Tell (2004)

### Singles
- Ain't Comin' Home (2004)
- California Rain (2004)
- Blue Jeans (2005)
- Devil's Daughter (2005)
- Try Try Try (2014)